# Juan Antonio Larrañaga
Juan Antonio Larrañaga Gurrutxaga (Azpeitia, Guipúzcoa, 3 de julio de 1958) fue un futbolista español de los años 80' y principios de los 90'. A lo largo de su dilatada carrera se mantuvo siempre fiel a los colores de la Real Sociedad de Fútbol de San Sebastián. Es después de Alberto Górriz, el segundo jugador que más partidos ha disputado vistiendo la camisola blanquiazul de la Real y también posee todos los títulos que ha conseguido el club donostiarra a lo largo de su historia, exceptuando la copa del rey conseguida en 2021 . Era muy característico su bigote. Posteriormente fue colaborador en la Euskal Irrati Telebista (EITB) retransmitiendo partidos de fútbol.
Larrañaga comenzó su carrera jugando como centrocampista, pero con el paso de los años fue retrasando su posición hasta convertirse en líbero. Jugador que destacaba por su seguridad en el campo de juego, también fue la referencia desde donde comenzaba el juego de la Real Sociedad. Su experiencia y veteranía le convirtieron en los últimos años de su carrera en el capitán del equipo y el jefe del vestuario donostiarra.

## Carrera como futbolista
Larrañaga nació en la localidad guipuzcoana de Azpeitia un 3 de julio de 1958. Sus primeros pasos como futbolista los dio en el Lagun Onak de su localidad natal. Con este equipo llegó a debutar en la Tercera división española. 
En 1977, cuando contaba con 19 años de edad fue fichado por la Real Sociedad. Antes de dar el salto al primer equipo jugó 3 temporadas en el Sanse, el equipo filial de la Real Sociedad. Su debut con el primer equipo se produjo en un partido de Copa del Rey el 16 de enero de 1980 ante el Peña Sport.
Entró en el primer equipo durante la temporada 1980-81, debutando en Liga en la jornada 16 de dicha temporada. Fue entrando en el equipo poco a poco. En su primera temporada jugó solo 9 partidos de Liga, la mayor parte de ellos como suplente. Aunque su aportación a la consecución del título de Liga que obtuvo la Real Sociedad esa temporada no fue muy importante, participó en el último partido de Liga en El Molinón, cuando la Real obtuvo el título empatando con el Sporting de Gijón in extremis en el último minuto.
En la temporada siguiente, la del segundo título de Liga, fue un jugador importante en el esquema de la Real, participando en todos los partidos esa temporada. Desde la temporada 1981-82 hasta su retirada en 1994, Larrañaga fue un jugador indiscutible en la Real Sociedad, primero como centrocampista y luego como líbero. Esto permitió a Larrañaga a convertirse en el segundo jugador que más partidos oficiales de Liga ha jugado con la Real Sociedad en la Primera división española (460), a solo 1 de Alberto Górriz y en uno de los jugadores que más partidos han jugado de la Liga Española (19.º en el ranking)
Después de los títulos de Liga, los dos únicos que ha obtenido la Real Sociedad en su historia, Larrañaga contribuyó a la obtención de la Supercopa de España de 1982. En esos primeros años de Larrañaga también es destacable su participación en la Copa de Europa de 1982-83, en la que el equipo txuri-urdin alcanzó las semifinales.
En 1987 Larrañaga ganó la Copa del Rey y en 1988 contribuyó a que su equipo fuera subcampeón de Liga y de Copa. 1988 también fue el año de su debut como jugador internacional.
Larrañaga se retiró del fútbol profesional en 1994 a punto de cumplir los 36 años de edad, siendo el único jugador de la histórica plantilla bicampeona de Liga que llegó a jugar en el Estadio de Anoeta con la camiseta de la Real (José Mari Bakero llegó a jugar en este campo también, pero vistiendo la camisola del Barça). Durante su carrera profesional jugó 589 partidos oficiales con la Real y marcó 22 goles, 460 de los partidos y 15 de los goles fueron en la Primera división española.

## Partidos internacionales
Larrañaga ha sido únicamente 1 vez internacional con la Selección de fútbol de España. Su debut se produjo el 24 de febrero de 1988, en el partido amistoso España 1 -Checoslovaquia 2.
En su juventud llegó a jugar 4 partidos con la selección española Sub-21.
También disputó 2 partidos amistosos con la Selección de fútbol del País Vasco.

## Tras su retirada
Desde su retirada del fútbol profesional en 1994, Larrañaga entrenó durante seis años al equipo donostiarra Berio Futbol Taldea en la Regional Preferente Guipuzcoana y la Tercera división española; y ha colaborado con las escuelas federativas guipuzcoanas.
Ha lograr mantener durante estos años una importante notoriedad pública en el País Vasco, al ejercer durante muchas temporadas como comentarista de fútbol en el canal de televisión público vasco ETB1, realizando comentarios técnicos durante la retransmisión los sábados a la tarde-noche de los partidos de fútbol de la Primera división española para el País Vasco. Dejó de realizar esa labor al perder la ETB los derechos de emisión de la Primera División española al finalizar la temporada 2005-06.
En el verano de 2006, Larrañaga fue nombrado director del fútbol base de la Real Sociedad de Fútbol, cargo que ocupó hasta ser destituido en abril de 2008. Actualmente es el director deportivo del Astigarrako Mundarro FKE. .

## Clubes
| Club                      | País   | Año       |
| ------------------------- | ------ | --------- |
| Club Deportivo Lagun Onak | España | ¿? - 1977 |
| San Sebastián CF          | España | 1977-1980 |
| Real Sociedad             | España | 1980-1994 |

## Palmarés

### Campeonatos nacionales
| Título              | Club          | País   | Año  |
| ------------------- | ------------- | ------ | ---- |
| Liga                | Real Sociedad | España | 1981 |
| Liga                | Real Sociedad | España | 1982 |
| Supercopa de España | Real Sociedad | España | 1982 |
| Copa del Rey        | Real Sociedad | España | 1987 |

### Distinciones individuales
| Distinción                                   | Temporada |
| -------------------------------------------- | --------- |
| Premio Don Balón al mejor futbolista español | 1987-88   |